# ردشیفت (موتور رندر)
ردشیفت (به انگلیسی: Redshift) یک موتور رندر سه بعدی مبتنی بر کارت گرافیک است که توسط شرکت ردشیفت رندرینک تکنولوژی توسعه یافته‌است، این شرکت یکی از شرکت‌های تابع Maxon سازنده نرم‌افزار سینما ۴بعدی است.

## بررسی اجمالی
طبق ادعای توسعه دهندگان، ردشیفت سریع‌ترین موتور رندر سه‌بعدی مبتنی بر کارت گرافیک در بازار است. ردشیفت در سال ۲۰۱۴ توسط شرکت ردشیفت رندرینک تکنولوژی به‌صورت عمومی عرضه شد.
در سال ۲۰۱۹ موتور رندر ردشیفت توسط شرکت مکسون که یک شرکت آلمانی و تولیدکننده نرم‌افزار سینما ۴بعدی است خریداری شد.